# AppLovin
AppLovin ist ein 2012 von Adam Foroughi, Andrew Karam und John Krystynak gegründetes Unternehmen mit Sitz in Palo Alto in Kalifornien. Das Unternehmen bietet Entwicklern verschiedene Dienste an, mit denen sie ihre Apps monetarisieren, analysieren und veröffentlichen können.

## Tätigkeit
AppLovin ist ein Technologieunternehmen, das sich auf Apps und Handyspiele spezialisiert. Es hilft Entwicklern, ihre Apps und Spiele zu erstellen, zu vermarkten und damit Geld zu verdienen. Es besitzt mehrere eigene Spielestudios und veröffentlicht Mobile Games. Im Jahr 2020 stammten 49 % der Einnahmen von AppLovin von Unternehmen, die seine Software nutzten, und 51 % von Verbrauchern, die Käufe auf Plattformen von AppLovin tätigten.

## Geschichte
AppLovin wurde 2012 gegründet und verließ 2014 nach Investitionen von Risikokapitalgebern in Höhe von 4 Millionen US-Dollar den Stealth-Modus. Im Oktober 2014 kaufte AppLovin das deutsche mobile Werbenetzwerk Moboqo. Eine Übernahme von AppLovin durch die chinesische Private-Equity-Gesellschaft Orient Hontai Capital für 1,4 Milliarden US-Dollar scheiterte 2017 an Widerständen bei den US-Regulatoren.
Im Juli 2018 gründete AppLovin den Publisher Lion Studios, der mit mobilen Entwicklern zusammenarbeitet, um ihre Spiele zu veröffentlichen und zu bewerben. Die Beteiligungsgesellschaft KKR & Co. erwarb im selben Monat eine Minderheitsbeteiligung an dem Unternehmen für 400 Millionen US-Dollar.
Am 15. April 2021 wurde AppLovin an der New Yorker Technologiebörse NASDAQ gelistet. In den drei Jahren davor hatte AppLovin über 15 Übernahmen (darunter verschiedene Spielestudios) für knapp eine Milliarde US-Dollar durchgeführt.
Am 9. August 2022 unterbreitete AppLovin ein Angebot zum Kauf von Unity Technologies im Tausch gegen Aktien im Wert von 17,54 Milliarden US-Dollar. Die Übernahme wurde allerdings vom Board of Directors von Unity abgelehnt.
Nach einer sehr erfolgreichen Entwicklung der Aktie wurde AppLovin im November 2024 in den Aktienindex NASDAQ-100 aufgenommen.